# Імлей (Невада)
Імлей (англ. Imlay) — переписна місцевість (CDP) в США, в окрузі Першинґ штату Невада. Населення — 210 осіб (2020).

## Географія
Імлей розташований за координатами 40°39′29″ пн. ш. 118°8′38″ зх. д. / 40.65806° пн. ш. 118.14389° зх. д. (40.658037, -118.144022).  За даними Бюро перепису населення США в 2010 році переписна місцевість мала площу 3,06 км², уся площа — суходіл.

## Демографія
Згідно з переписом 2010 року, у переписній місцевості мешкала 171 особа в 77 домогосподарствах у складі 48 родин. Густота населення становила 56 осіб/км².  Було 113 помешкання (37/км²).
Расовий склад населення:
| - 97,7 % — білих - 0,6 % — корінних американців - 0,6 % — чорних або афроамериканців - 1,2 % — осіб інших рас |

До двох чи більше рас належало 0,0 %. Частка іспаномовних становила 5,3 % від усіх жителів.
За віковим діапазоном населення розподілялося таким чином: 14,6 % — особи молодші 18 років, 54,4 % — особи у віці 18—64 років, 31,0 % — особи у віці 65 років та старші. Медіана віку мешканця становила 50,8 року. На 100 осіб жіночої статі у переписній місцевості припадало 103,6 чоловіків;  на 100 жінок у віці від 18 років та старших — 111,6 чоловіків також старших 18 років.
Цивільне працевлаштоване населення становило 28 осіб. Основні галузі зайнятості: сільське господарство, лісництво, риболовля — 60,7 %, транспорт — 39,3 %.